# الرجي
الرچ‍ي أو الرجة أو الراجي أو الراكي منطقة عراقية، غرب قضاء سفوان جنوب غرب محافظة البصرة، بهضبة الدبدبة بالبادية العراقية جنوب العراق، أرضها زراعية غيرَ أن شركة نفط البصرة ألغت تعاقدات أراضٍ زراعية فيها تسهيلاُ لعمليات شركة توتال لاستخدامها في مشروع الطاقة النظيفة، وفي منطقة الراجي حقل راجي النفطي. وبأرضها مخلفات حربية وألغام لا تزال تُباغِت رعاة الأغنام. وفي الرجي آبار ماء، وذكر مكي الجميل في كتابه (البدو والقبائل الرحالة في العراق) المنشور سنة 1956م مناطقَ آبار عشيرة الضفير وذكر أن الرجي لفرقة بني حسين".